# Verê
Verê is een gemeente in de Braziliaanse deelstaat Paraná. De gemeente telt 8.078 inwoners (schatting 2009).

## Aangrenzende gemeenten
De gemeente grenst aan Dois Vizinhos, Enéas Marques, Francisco Beltrão, Itapejara d'Oeste, São João en São Jorge d'Oeste.